# Anjem Choudary
Anjem Choudary (urdu ‏انجم چودهرى‎, ur. 18 stycznia 1967) – brytyjski prawnik pochodzenia pakistańskiego i ekstremista islamski.
Przywódca Al-Muhajiroun i innych radykalnych grup takich jak Islam4UK czy Sharia4UK, orędownik wprowadzenia szariatu w Wielkiej Brytanii i reszcie Europy, przemienienia Pałacu Buckingham w Pałac Kalifa czy egzekucji Benedykta XVI z powodu jego krytyki Mahometa. W latach 90. kluczowa postać w procesie rekrutacji do ukrytych w Wielkiej Brytanii ośrodków szkoleniowych Al-Kaidy. 
Latem 2014 roku Choudary złożył przez Skype przysięgę baja kalifatowi Państwa Islamskiego, Abu Bakr al-Baghdadiemu.
Skazany w 2016 na 5,5 roku za namawianie do poparcia dla tzw. Państwa Islamskiego, zwolniony warunkowo z więzienia Belmarsh w 2018 roku z zakazem wystąpień publicznych do 2021 roku. 
Ponownie aresztowany 17 lipca 2023 roku. 